# Соо (город)
Соо (яп. 曽於市 Соо-си) — город в Японии, находящийся в префектуре Кагосима. Площадь города составляет 390,39 км², население — 37 252 человека (1 августа 2014), плотность населения — 95,42 чел./км².

## Географическое положение
Город расположен на острове Кюсю в префектуре Кагосима региона Кюсю. С ним граничат города Кирисима, Сибуси, Каноя, Мияконодзё и посёлок Осаки.

## Население
Население города составляет 37 252 человека (1 августа 2014), а плотность — 95,42 чел./км². Изменение численности населения с 1980 по 2005 годы:
| 1980 | 49 060 чел. |  |
| 1985 | 48 869 чел. |  |
| 1990 | 47 492 чел. |  |
| 1995 | 46 328 чел. |  |
| 2000 | 44 910 чел. |  |
| 2005 | 42 287 чел. |  |

## Символика
Деревом города считается сакура, цветком — рододендрон.